# ماورو لينيز
ماورو لينيز (بالإسبانية: Mauro Laínez) (9 مايو 1996 بفيلاهيرموسا في المكسيك - ) هو لاعب كرة قدم مكسيكي في مركز الوسط. لعب مع نادي باتشوكا.

## وصلات خارجية
- ماورو لينيز على موقع قاعدة بيانات كرة القدم.إي يو (الإنجليزية)
- ماورو لينيز على موقع ناشيونال فوتبول تيمز (الإنجليزية)
- ماورو لينيز على موقع Soccerway.com (الإنجليزية)
- ماورو لينيز على موقع AS.com (الإسبانية)